# Kongevalget i 1534
Kongevalget i 1534 var en skelsættende begivenhed for hele Danmark, og det fandt sted i kirken i Rye (Gl. Rye) i 1534, hvor den jyske adel valgte hertug Christian til konge (Christian 3.). Det betød ikke blot, at Danmark efter Grevens Fejde igen fik en konge på tronen, men også, at valget af hertug Christian, der havde været statholder i hertugdømmerne, var ensbetydende med reformationens indførelse i Danmark. – Hertug Christian, der havde overværet Martin Luthers optræden på rigsdagen i Worms, var blevet ivrig protestant og havde indført reformationen i hertugdømmerne.
Hans indstilling betød, at det var vanskeligt at samle flertal for ham i rigsrådet, da de fleste adelsmænd og naturligvis bisperne hellere så en katolsk konge og derfor foretrak hans yngre broder. Blandt tilhængerne af prins Christian var rigshofmester Mogens Gøye, og han var blandt initiativtagerne til mødet den 4. juli 1534 i Rye kirke mellem de otte jyske medlemmer af rigsrådet og de fire jyske biskopper. Den menige jyske adel var også mødt op – antagelig på Gøyes initiativ, – men måtte blive udenfor kirken. Den langvarige diskussion om kongevalget fik dem efterhånden til at tabe tålmodigheden, og de trængte ind i kirken og forlangte at få at vide, hvem det var, der modsatte sig prins Christians valg. Derefter gav modstanderne i rådet endelig op. Biskop Ove Bille, Århus, gav grædende sin underskrift på at anmode den protestantiske hertug om at blive konge. Han indså, at det betød hans eget fald.
Hertug Christian, der ellers havde været betænkelig, accepterede så valget og blev hyldet ved et møde i Horsens den 18. august 1534, hvor han erklærede, at han i lighed med sine forgængere ville underskrive en håndfæstning, dog med en nyordning af de kirkelige forhold, dvs. gennemførelse af reformationen.

## Ekstern kilde/henvisninger
- Strejf af historien set fra Midtjylland